# 樊德玲
樊德玲（1933年1月—1999年7月），男，汉族，河北丰润人。中国文化大革命时期政治人物。中共第九届中央候补委员，第十、十一届中央委员（任至1981年12月）；第四届、第五届（任至1981年11月）全国人大常委。

## 生平
樊德玲是小学文化。1952年10月参加工作，任河北省唐山矿警察大队警士。1954年6月，成为河北省唐山矿开拓区、地测科工人。其间，1960年5月，樊德玲加入中国共产党。1964年至1967年，任河北省石家庄“四清”工作队队员。
文化大革命爆发后，1967年至1968年，仍为河北省唐山矿地测科工人。1968年至1973年，任开滦唐山矿革命委员会副主任、党委副书记，中共河北省唐山市委副书记。1973年6月至1978年12月，任河北省总工会主任。1975年1月、1978年3月，先后当选为第四、五届全国人大常委会委员。
“四人帮”被粉碎后，1981年11月，樊德玲被罢免全国人大常委会委员资格，1981年12月被撤销党内外一切职务，回到开滦煤矿当工人。1982年9月，被开除中国共产党党籍、矿籍。因在“文化大革命”中犯有罪行，1983年被判处有期徒刑10年。1993年刑满释放。
1999年7月，樊德玲逝世，享年66岁。